# الدمن المحرقة (عبس)

تعديل مصدري - تعديل

الدمن المحرقة هي إحدى قرى عزلة قطبة بمديرية عبس التابعة لمحافظة حجة، بلغ تعداد سكانها 558 نسمة حسب تعداد اليمن لعام 2004.